# Cotta (Drezno)
Cotta – osiedle miasta Drezna w Saksonii. Leży w zachodniej części miasta.
Cotta została założona w średniowieczu przez Słowian jako osada nad Łabą. Po raz pierwszy była wzmiankowana w 1328 pod nazwą Kottowe. Nazwa pochodzi od imienia słowiańskiego zasadźcy wsi. W XIX w. nastąpił gwałtowny rozwój poddrezdeńskiej wsi. W 1834 miejscowość zamieszkiwało 248 osób, a w 1890 już 6080 osób. W 1871 wieś znalazła się w granicach Niemiec, a w 1903 włączono ją w granice Drezna.
Cotta sąsiaduje z osiedlami Friedrichstadt, Löbtau, Gorbitz, Leutewitz i Briesnitz oraz poprzez Łabę z Kaditz i Übigau.

## Zabytki
- Ratusz z lat 1899–1901, neorenesansowy
- Kościół Mariacki z lat 1905–1906
- Kościół Zbawiciela z lat 1914–1927
- Kościół Emmanuela z 1927
- Gmach poczty
- Kamienice z przełomu XIX/XX w.
- Wieża fabryczna

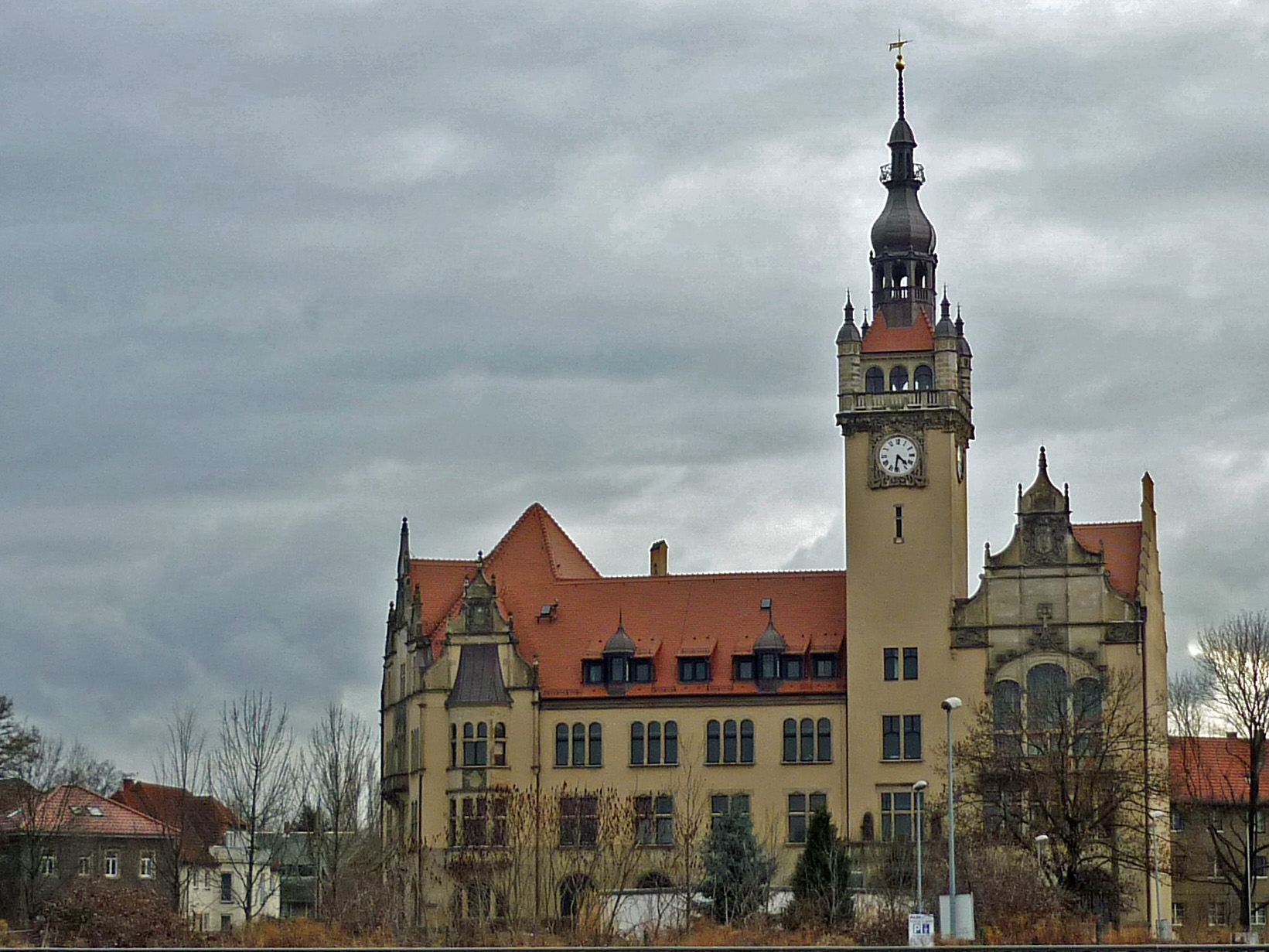
Ratusz
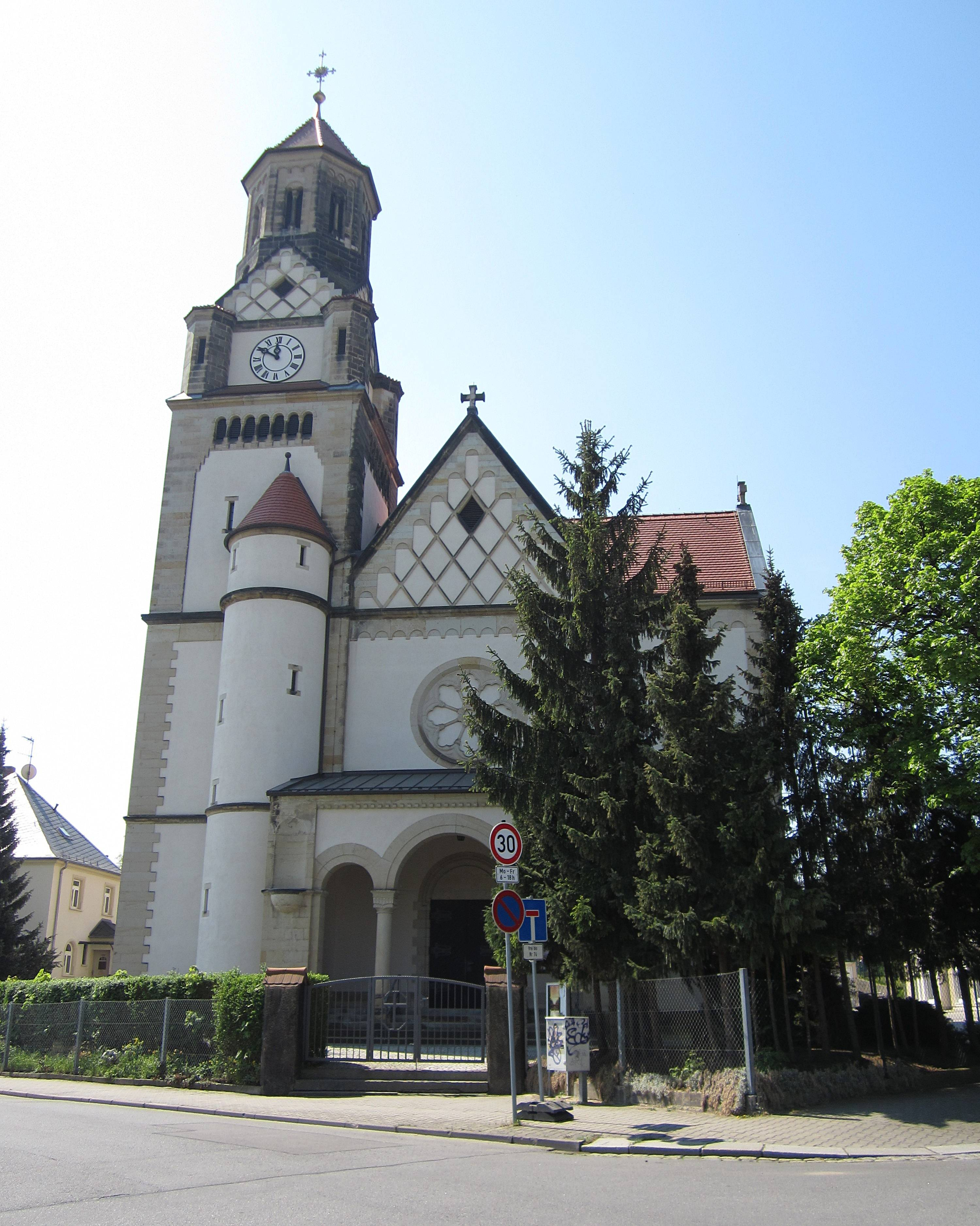
Kościół Mariacki
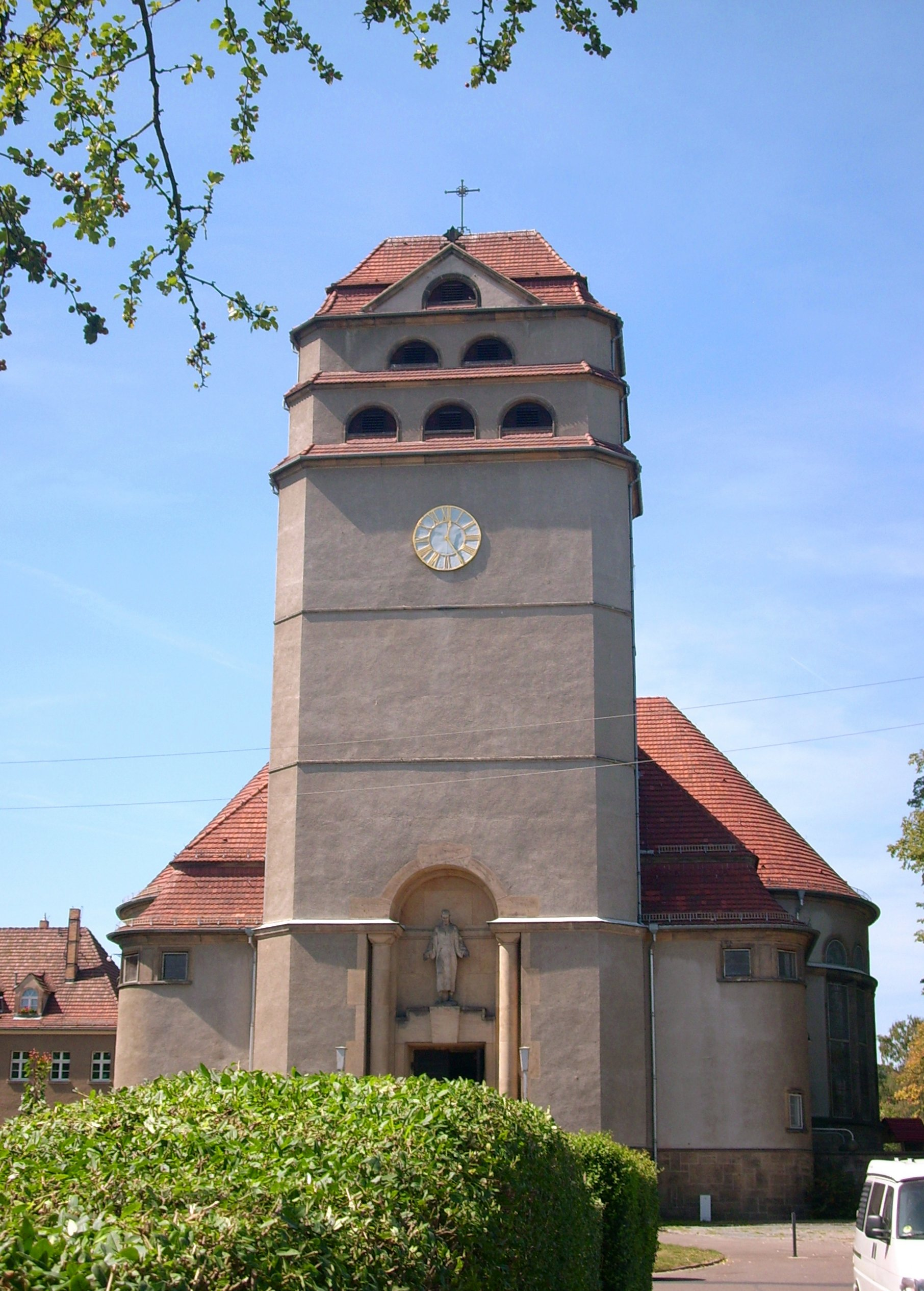
Kościół Zbawiciela
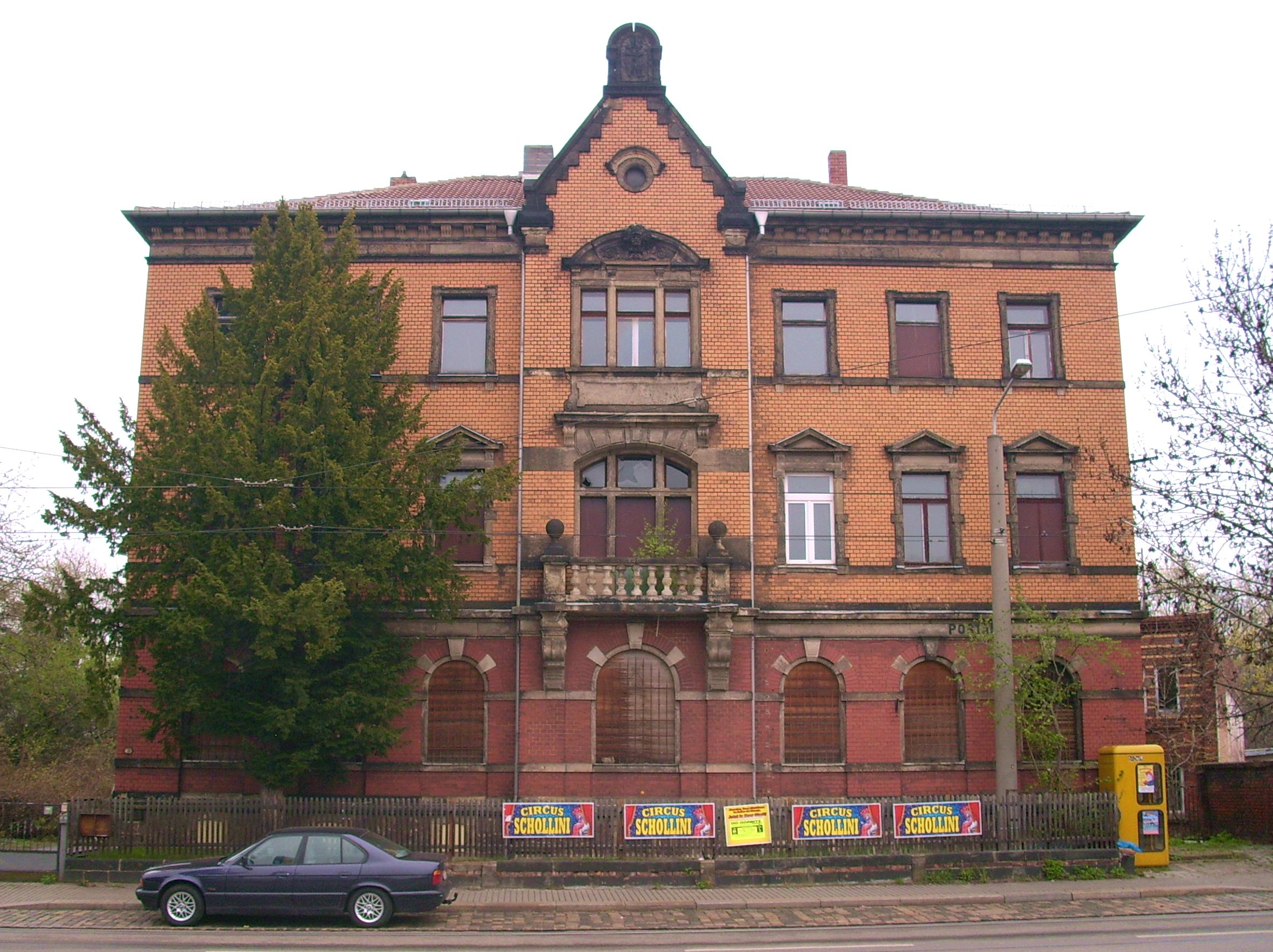
Gmach poczty

## Transport
W miejscowości znajduje się przystanek kolejowy Dresden-Cotta.